# Robertiner
Robertiner (französisch les Robertiens) ist die moderne Bezeichnung für eine fränkische Adelsfamilie, die auch als „Rupertiner“ bekannt und seit dem Beginn des 7. Jahrhunderts bezeugt ist, bzw. für den westfränkischen Zweig dieser Familie, der ab der Mitte des 9. Jahrhunderts im Westfrankenreich eine wichtige Rolle spielte und aus dem das französische Königshaus der Kapetinger hervorging.

## Geschichte

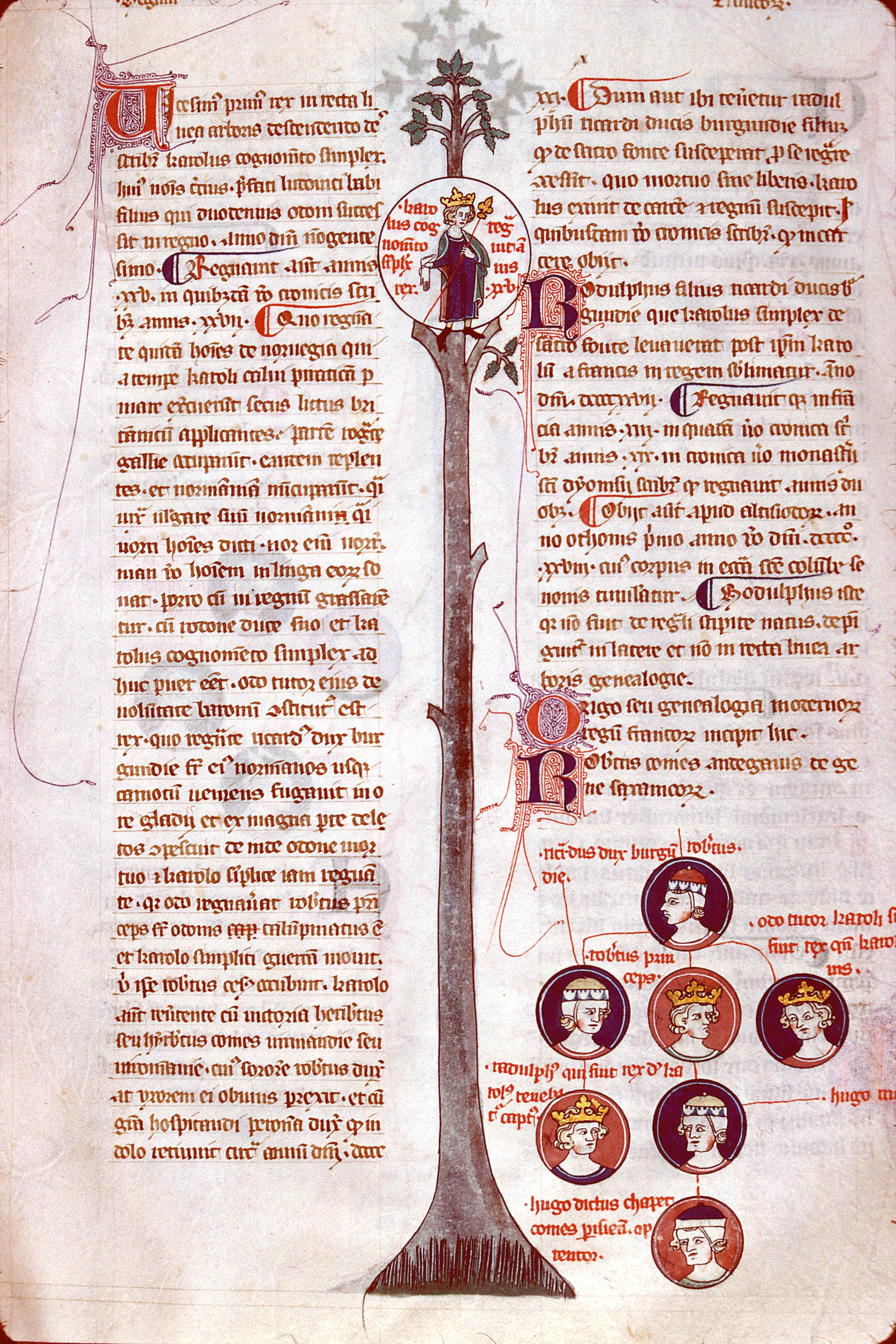
Illuminierter Stammbaum der Robertiner, 14. Jh., Stadtbibliothek Besançon

Benannt wurden die Robertiner ursprünglich nach dem Grafen Robert dem Tapferen (Mitte des 9. Jahrhunderts), der im 19. und frühen 20. Jahrhundert noch als Ahnherr des Geschlechts galt. Die gesicherte Stammreihe beginnt mit Robert I., der um die Mitte des 8. Jahrhunderts Graf im Worms- und Oberrheingau war. Erst Karl Glöckner hat in einem 1937 veröffentlichten Aufsatz gezeigt, dass Robert aus dem rheinfränkischen Geschlecht der Rupertiner stammte und seine Abstammung somit bis ins 7. Jahrhundert zurückverfolgt werden kann. Die Bezeichnung „Rupertiner“ bezieht sich auf den Leitnamen Rupert, auch Chrodobertus oder Robert, der den Stammbaum der Familie durchzieht. Meist wird nur der von Robert dem Tapferen abstammende Familienzweig der Rupertiner als „Robertiner“ bezeichnet.
Aus dem Geschlecht der Robertiner stammte Hugo Capet, der die französische Königsdynastie der Kapetinger begründete. Da auch die späteren französischen Königsgeschlechter (Haus Valois, Haus Bourbon) in ununterbrochener männlicher Linie von Hugo Capet abstammen, ist das ganze „Haus Frankreich“ (Maison de France) ein Zweig des Robertinergeschlechts. Eine Nebenlinie der Robertiner sind die älteren Babenberger.
Die bekanntesten Mitglieder der Familie sind:
1. Robert der Tapfere, Graf von Tours und Graf von Angers
2. Odo von Paris, König des Westfrankenreichs
3. Robert I., König des Westfrankenreichs
4. Hugo der Große, Herzog der Franken (dux Francorum), Herzog von Burgund und Herzog von Aquitanien
5. Hugo Capet, König von Frankreich

## Stammliste

### Die merowingischen Generationen
1. Charibert, † vor 636, nobilis in Neustrien
  1. Chrodobertus I. (Robert I.) nobilis in Neustrien, 8. April 630 referendarius[2] des Königs Dagobert I.
    1. Lantbertus I. (Lambert I.), † nach 650, nobilis in Neustrien
      1. Chrodobertus II. (Robert II.) nobilis in Neustrien, 653 Hausmeier des Königs Chlodwig II., 658 Kanzler des Königs Chlothar III., 2. Oktober 678 comes palatinus (Pfalzgraf) ⚭ Doda, † vor 12. September 678
        1.  ? Landrada ⚭ Sigramnus, nobilis in Austrien[3], die Eltern des Bischofs Chrodegang und Großeltern des Grafen Ingram
        2.  ? Tochter ⚭ Liutwin der Heilige (Liévin), 698/720 Bischof von Trier, gründet 713 Mettlach (Widonen)
        3.  ? Grimbert, 691/720 comes palatinus (Pfalzgraf) von Neustrien
        4. Lambert II., † vor 741, comes in Neustrien und Austrien 706/715
          1. Robert I. (Rupert I.), 722/757 bezeugt, † vor 764, 732 dux im Haspengau, 741/742 comes palatinus (Pfalzgraf), um 750 Graf im Oberrhein- und Wormsgau, 757 königlicher missus in Italien;[4] ⚭ um 730 Williswint, † nach 768, stiftet am 12. Juli 764 Kloster Lorsch, Erbin am Oberrhein und von Hahnheim in Rheinhessen, Erbtochter des Grafen Adalhelm
            1. (Rupert) Cancor, † nach 782, 745 Graf im Oberrheingau (vielleicht auch Thurgau), 758 Graf im Breisgau, 775/778 Graf im Zürichgau, 764 Mitstifter von Kloster Lorsch, ⚭ Angila
              1. Heimrich (Heimo), † 5. Mai 795 bei Lüne an der Elbe, 764 Mitstifter von Kloster Lorsch, 772/782 Graf im Oberrheingau, 778 Graf im Lahngau, 784 Abt von Mosbach – Nachkommen siehe: Popponen (fränkische Babenberger)
              2. Rachilt, 776 geistlich in Lorsch
              3. Euphemia, geistlich in Lorsch wohl 776

            2. Anselm, † 778 in der Schlacht bei Roncesvalles comes palatinus (Pfalzgraf)
            3. Rupert, † nach 786, 779 Abt von Saint-Germain-des-Fossés
            4. Thurincbertus (Thüringbert), † nach 1. Juni 770, 767/770 mit Besitz in Lorsch
              1. Robert II. (Rutpert II. o. Hruodbertus), 770 bezeugt, † 12. Juli 807, 795/807 Graf im Worms- und Oberrheingau, 795 Herr zu Dienheim; ⚭ I Theoderata (Tiedrada), 766/777 bezeugt, † vor 789; ⚭ II Isengarde, 789 bezeugt;[5] – Nachkommen siehe unten

            5.  ? Landrada ⚭ Sigram, die Eltern des Bischofs Chrodegang und Großeltern des Grafen Ingram[6]

        5.  ? Rupert der Heilige (Robert), † 24. Februar 717 oder 27. März 718 in Salzburg, Bischof von Worms, 696/717 erster Abt und Bischof in Salzburg, begraben in Salzburg
        6.  ? Galaberge die Heilige

    2.  ? Chrodobertus (Robert) Rat der Königin Bathilde, macht 662 Grimoald zum Hausmeier in Austrien, wohl 654/664 Bischof von Paris und 663/667 Bischof von Tours

  2. Albert
  3. Erlebert
  4. Tochter ⚭ NN

### Die karolingischen Generationen
1. Robert II. (Rutpert II. o. Hruodbertus), 770 bezeugt, † 12. Juli 807, 795/807 Graf im Worms- und Oberrheingau, 795 Herr zu Dienheim; ⚭ I Theoderata (Tiedrada), 766/777 bezeugt, † vor 789; ⚭ II Isengarde, 789 bezeugt; Vorfahren siehe oben
  1.  ? (wohl I ) Tochter ⚭ Theobald Graf von Madrie
  2. (I) Robert III. (Rutpert III.), † vor 834, 812/830 Graf im Wormsgau, Graf im Oberrheingau, 825 kaiserlicher missus im Bistum Mainz; ⚭ um 808 Wiltrud von Orléans (Waldrada), 829/834 Erbin von Besitz in Orléans, Tochter des Grafen Hadrian (aus dem Haus der Geroldonen) und Waldrat (aus dem Haus der Widonen)
    1. Guntram, Graf im Wormsgau 815/837
    2. Oda ⚭ Walaho IV. (Werner IV.), † wohl vor 891, Graf im Wormsgau nach 840 (Walahone, mutmaßlicher Stammvater der Salier)
    3. Rutpert IV. (Robert IV. der Tapfere bzw. der Starke), X 15. September oder 25. Juli 866 in der Schlacht von Brissarthe, 836/nach 840 Graf im Wormsgau, 852 Laienabt von Saint-Martin-de-Marmoutier bei Tours, 853 Graf von Tours, 861/866 nobilis Franciae (Île-de-France) und Graf von Paris, ⚭ I NN, wohl Agane; ⚭ II Anfang 864 Adelaide (Aelis) von Tours, † nach 866, Tochter des Grafen Hugo von Tours (Etichonen) und Bava (Ava), Witwe des Konrad I., Graf von Aargau und Auxerre, Graf von Linzgau (Welfen)
      1. (I) Sohn, erbt 866 den Besitz in Burgund
      2. (I) Tochter, wohl Richildis, Erbin von Blois; ⚭ Theobald der Alte Graf von Tours – Stammeltern der Grafen von Blois und Chartres (Haus Blois)
      3. (II) Odo (Eudes), * wohl Anfang 865, † 1. oder 3. Januar 898 in La-Fère-sur-Oise, 866 nobilis Franciae, Graf von Paris und Aquitanien, vor dem 27. Oktober 886 Herr von Anjou und Touraine, Ende 887 Vormund von König Karl III. und Regent von Frankreich, 888–898 König von Frankreich, begraben in der Basilika Saint-Denis; ⚭ wohl 881 Theoderata, 890 bezeugt, vielleicht Tochter des Aleram, Graf von Troyes[7]
        1. Rudolf (Raoul), * wohl 882, bezeugt 898, König von Aquitanien
        2.  ? Oda, * wohl 883, † nach 952; ⚭ um 897 Zwentibold, X 13. August 900 bei Susteren, 895 König von Lothringen (Karolinger)
        3. Arnulf, * wohl 885, † 898 kurz nach dem Vater
        4. Guido (Guy), * wohl 888, 903 bezeugt

      4. (II) Robert (II.) I., * posthumus 866, X 15. Juni 923 in der Schlacht von Soissons, 893 Graf von Poitiers, Markgraf in Neustrien und Orléans, 898 Graf von Paris, Laienabt von Saint-Denis und Saint-Martin de Tours, 29. April 922 König von Frankreich; ⚭ I Aelis, ⚭ II um 890 Beatrix von Vermandois, † nach März 931, Tochter des Grafen Heribert I. (Karolinger) und der Bertha, wohl Bertha von Morvois[8]
        1. (I) Hildebrante (Liégarde), † nach 931; ⚭ vor 907 Heribert II. Graf von Vermandois, wohl 902 bezeugt, † 23. Februar 943 (Karolinger)
        2. (I) Emma, † 935 wohl vor 13. September; ⚭ 910 Rudolf (Raoul), † 15. Januar 936 in Auxerre, Herzog von Burgund, 923–936 König von Frankreich, begraben in der Abtei Sainte-Colombe in Sens (Buviniden)
        3. (II) Hugo I. der Große (Hugues I. le Grand), * wohl 895, † 16. Juni 956 auf der Burg Dourdan, 922 Herzog von Neustrien, Burgund und Aquitanien, Graf von Paris, Orléans, Vexin usw., 923 Graf von Le Mans, 936 dux Francorum, 938 Herzog von Burgund, 943–956 von ganz Burgund, 946 Graf von Laon, Laienabt von Saint-Martin de Tours, von St. Germain-des-Prés und Saint-Denis, verzichtet 923, 936 und 954 auf die französische Krone, 936–945 und 954–956 Regent Frankreichs, begraben in der Basilika Saint-Denis;
⚭ I NN (um 914), Tochter von Roger, Graf von Maine (Zweites Haus Maine), und Rothilde, Tochter Karls des Kahlen (Karolinger)[9];
⚭ II Edhild (Eadhylde) (926/927), † 14. September 937, Tochter von Eduard dem Älteren, König von England (Haus Wessex), und wohl Aelflede;
⚭ III Hadwig (9. Mai/14. September 938 in Mainz oder Ingelheim am Rhein), † 10. Mai nach 965, vielleicht auch 958, Tochter des deutschen Königs Heinrich I. (Liudolfinger)
          1. (III) Beatrix, † 23. August nach 987; ⚭ 954/955 Friedrich I. Herzog von Oberlothringen, † 978 (Wigeriche)
          2. (III) Hugo II. (Hugues Capet), * Winter 941, † 24. Oktober 996 in Les Juifs (Prasville) bei Chartres, 956 Graf von Poitou, Orléans usw., 960 volljährig, Laienabt von Saint-Martin de Tours, Saint-Germain d’Auxerre, Saint-Aignan in Orléans, Saint-Quentin, Saint-Vaast usw., 986/987 Regent, 987 König von Frankreich, begraben in der Basilika Saint-Denis, ⚭ um Sommer 968 Alice von Poitou, * wohl 950, † 15. Juni 1006, wohl Tochter von Wilhelm I. Graf von Poitou, als Wilhelm III. Herzog von Aquitanien (Ramnulfiden), und Gerloc-Adele von Normandie (Rolloniden) – Nachkommen siehe Stammliste der Kapetinger
          3. (III) Emma, * wohl 943, † nach 19. März 968; ⚭ 956/960 Richard I. Ohnefurcht (Sans Peur), 942 bezeugt, † 20. November 996 in Fécamp, Graf von der Normandie, Regent von Frankreich 956/960, begraben in Fécamp (Rolloniden)
          4. (III) Otto, * wohl 944, † 22./23. Februar 965, 956 Herzog von Burgund, ⚭ um Ostern 955 Luitgard (Liégard) von Autun, Erbin von Burgund, Tochter des Grafen Giselbert (Gilbert) und Ermengarde, Erbin von Burgund (siehe Buviniden)
          5. (III) Heinrich I. der Große (Henri I le Grand), * wohl 946, † 15. Oktober 1002 auf Burg Pouilly-sur-Saône, Graf von Nevers, 965/1002 Herzog von Burgund, begraben in Saint-Germain d’Auxerre, ⚭ I um 972 Gerberga von Mâcon, † 11. Dezember 986/991, Tochter des Otto (Othon), Witwe des Markgrafen Adalbert II. von Ivrea, 950/961 König von Italien (Haus Burgund-Ivrea); ⚭ II vor Juni 992, geschieden 996, Gersende von Gascogne, Tochter von Wilhelm (Guillaume) Herzog von Gascogne (Haus Gascogne); ⚭ III 998 Mathilde von Chalon, † 1005/1019, Tochter des Grafen Lambert, heiratet in zweiter Ehe Gottfried I. (Geoffroi I.) von Semur (Haus Semur)
            1. (III) Aramburga von Burgund, * wohl 999; ⚭ um 1015 Dalmas von Semur (Haus Semur)
            2. (unehelich, Mutter unbekannt) Eudes, 1004 Vizegraf von Beaune, 25. August 1005 Patron der Kirche Saint-Étienne-de-Beaune[10]; ⚭ vor 1012 Inga (Hingade)[11]
              1. Aguion (Azelin) de Beaune, 1042 bezeugt
              2. Jean de Beaune, Herr von Marcy (Mazay), 1042 bezeugt

          6. (unehelich, Mutter: Ringare/Raingarde, nichtadeliger Herkunft, † 23. August ... auf Burg Toucy) Heribert, † 23. August, vielleicht auch 16. August, 994 wohl in Auxerre, 969/994 Bischof von Auxerre, begraben in Notre-Dame in Auxerre[12][13]

    4.  ? Tochter ⚭ Megingoz I., 876 bezeugt, wohl Graf im Wormsgau (Wilhelminer)